# Polypedilum edense
Polypedilum edense är en tvåvingeart som beskrevs av Ree 1981. Polypedilum edense ingår i släktet Polypedilum och familjen fjädermyggor. Inga underarter finns listade i Catalogue of Life.